# Áron Gábor

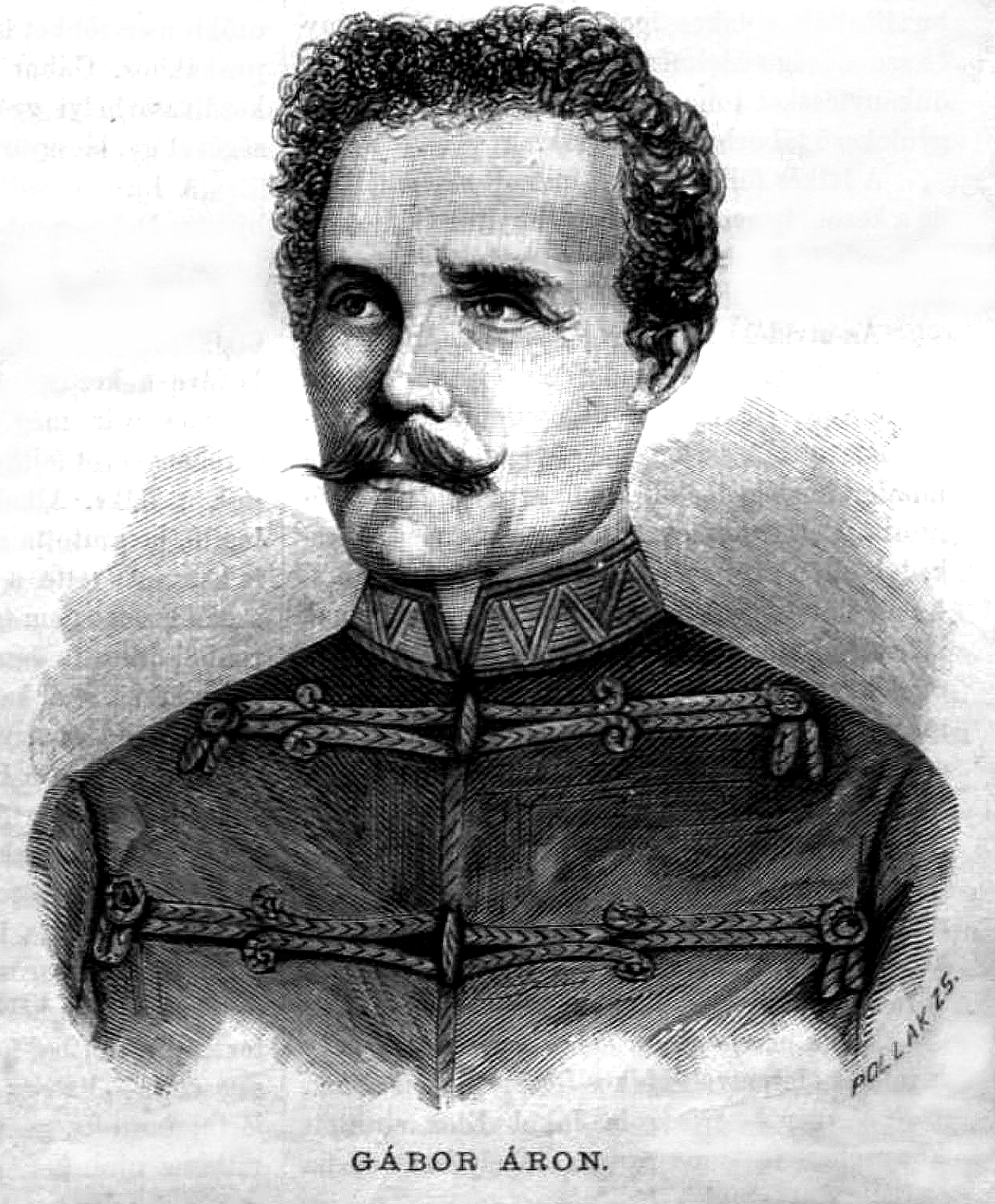
Áron Gábor

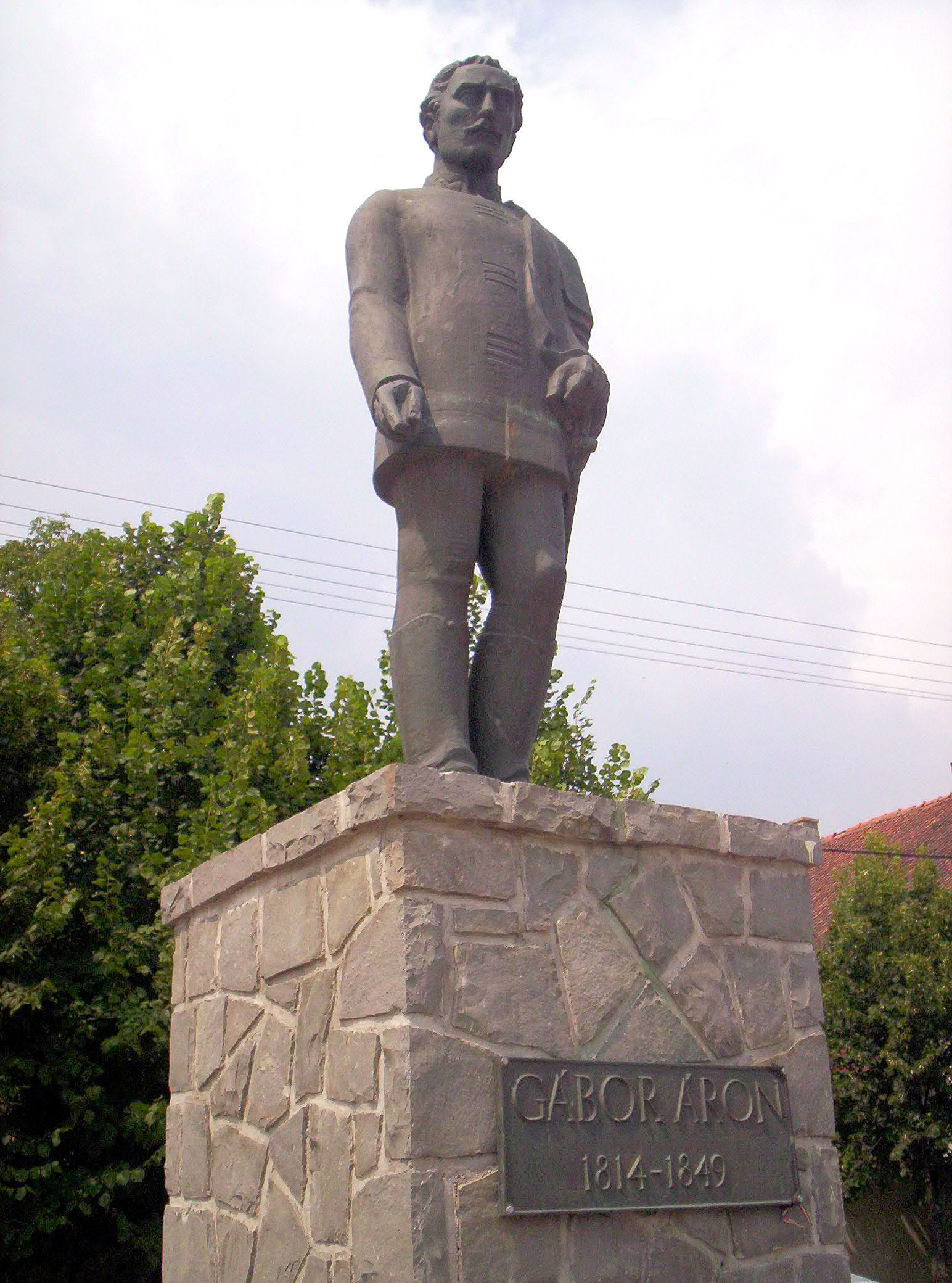
Áron Gábor

Áron Gábor (in der ungarischen Schreibweise wird zuerst der Familienname (Gábor) und dann der Vorname (Áron) genannt; * 27. November 1814 in Bereck, heute Brețcu; † 2. oder 9. Juli 1849 in Kökös) war ein ungarischer Artillerieoffizier (zuletzt im Rang eines Majors), der sich auf Seiten der Aufständischen an der Ungarischen Revolution von 1848/1849 beteiligte.

## Leben

### Familie
Áron Gábor war der älteste Sohn eines Szekler Grenzwächters. Er war mit Justina (geb. Velcsuj), eine Ungarin rumänischer Herkunft, die er in Moldawien kennengelernt hatte, verheiratet.

### Werdegang
Áron Gábor besuchte 1827 das Franziskaner-Internat in Cantain bei Kézdivásárhely und im darauffolgenden Jahr das Gymnasium in Csíksomlyó; dort wurde er Mitglied der Gesellschaft der Heiligen Maria, die gegründet wurde, um den religiösen Eifer der Schüler zu fördern.
1831 trat er in das 2. Szekler Grenzregiment ein und wurde in Kézdivásárhely stationiert, bevor er nach Gyulafehérvár versetzt wurde und eine Ausbildung zum Kanonier erhielt. Danach erfolgte seine Versetzung nach Pest und nach Wien; während seiner Dienstzeit erreichte er den Dienstgrad Korporal bei der Artillerie.
Nach seiner Entlassung im Jahr 1845 erlernte er autodidaktisch anhand von Lehrbüchern für Militärtechnik den Guss von Kanonen, während er gleichzeitig als Zimmermann und Tischler tätig war. 1846 wanderte er nach Moldawien aus, dort erfuhr er von dem Unabhängigkeitskrieg in seiner Heimat und kehrte daraufhin in sein Elternhaus zurück.
Er wurde Mitglied der Kiskomité, einer revolutionären Organisation, die nicht kapitulieren wollte, und beteiligte sich an der Selbstverteidigung Siebenbürgens während der ungarischen Revolution. Ende Herbst 1848 hatte Siebenbürgen kaum noch brauchbare Waffen, und die Österreicher hatten die gesamte Provinz bis auf Háromszék besetzt. 
Im November 1848 bot Áron Gábor an, innerhalb von zwei Wochen mehrere Kanonen zur Verteidigung zu schmieden und lieferte bereits nach 12 Tagen die ersten beiden Exemplare. Da er für die weitere Produktion seiner Geschütze sowohl Eisen- als auch Bronzeglocken benötigte, übersandten Marosszék 93 Glocken, Udvarhelyszék 14, Aranyosszék 25 und Háromszék 125 Glocken zum Einschmelzen in die Werkstatt nach Kézdivásárhely, wo zwischen November 1848 und Juni 1849 sechzig Kanonen, hauptsächlich Sechs-Pfünder, hergestellt wurden. In dieser Zeit erfolgte seine Beförderung zum Major. 
Anfang 1849 hatte die siebenbürgische Armee mit ihrer Artillerie den gesamten Norden Siebenbürgens besetzt und im selben Jahr organisierte Áron Gábor die Militärindustrie in Udvarhelyszék und später in Kolozsvár; er spielte eine unverzichtbare Rolle bei der Herstellung von Kanonen und der Ausbildung der siebenbürgischen Kanoniere. 
Während der Kämpfe in Kökös wurde Áron Gábor durch eine Kanonenkugel schwer verletzt und verstarb kurz darauf an seinen Verletzungen. Er wurde auf dem reformierten Friedhof in Eresztevény beigesetzt. 

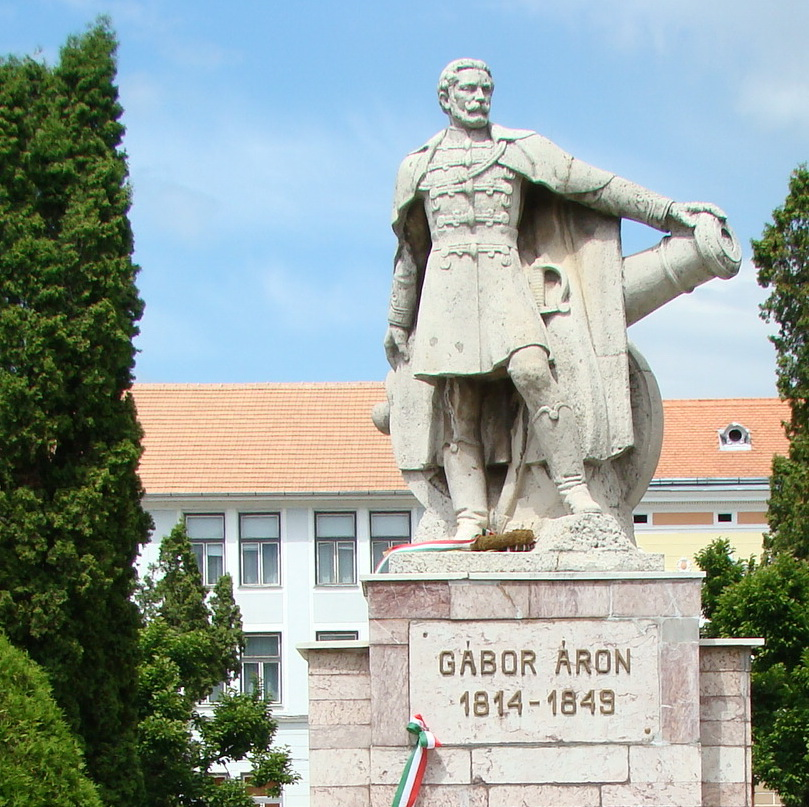
Denkmal für Áron Gábor

## Ehrungen und Auszeichnungen
In Târgu Secuiesc wurden eine Straße und eine Schule nach Áron Gábor benannt, sowie eine Statue für ihn errichtet. Im II. Budapester Bezirk trägt eine weitere Straße seinen Namen.